# 三輪ロバート駒生
三輪ロバート駒生（みわロバートこまお Robert Miwa 1970年5月12日- ）は、カナダ連邦オンタリオ州トロント出身のアイスホッケー選手。

## 経歴
1994年に雪印アイスホッケー部に加入し、2000年よりHC日光アイスバックスに移籍した。
2002年に日本に帰化し、その年の世界選手権、2003年の世界選手権日本代表に選出された。
2004年の長野カップ、世界選手権の日本代表にも選ばれた。
2005年、王子製紙アイスホッケー部に移籍、。
2007年4月、バート・ヘンダーソンと共にチームを退部した。

## 詳細情報

### 代表歴
- 2002年アイスホッケー世界選手権日本代表
- 2003年アイスホッケー世界選手権日本代表
- 2004 長野カップ 日本代表
- 2004年アイスホッケー世界選手権日本代表